# Andy Najar
Andy Najar Rodríguez (Choluteca, 16 marzo 1993) è un calciatore honduregno, centrocampista del Nashville e della nazionale honduregna.

## Caratteristiche tecniche
Najar viene impiegato da centrocampista esterno. È un calciatore ambidestro, dotato di buona visione e lettura del gioco.

## Carriera

### Club

#### Gli inizi ed il DC United
A 13 anni, Andy ha percorso a piedi oltre 2000 km tra Messico e Guatemala per entrare clandestinamente negli Usa, dove i genitori erano andati per cercar fortuna. Ha passato due notti nel deserto con i fratelli, sognando di superare la frontiera e diventare un giorno un calciatore. Il talento non gli mancava e i primi ad accorgersene furono gli osservatori del D.C. United nel 2008. Durante il suo periodo nella squadra giovanile, ricevette numerosi premi e riconoscimenti.
Firmò un contratto con la Generation Adidas e poté quindi legarsi a livello professionistico al D.C. United il 22 marzo 2010. Una volta parte della Major League Soccer, il campionato e la squadra diventarono responsabili della sua educazione. Diventò il secondo calciatore a firmare con la prima squadra, provenendo direttamente dalle giovanili: il primo fu Bill Hamid, che firmò un contratto nel settembre 2009. Debuttò nella prima squadra alla giornata inaugurale della Major League Soccer 2010, nella sfida contro i Kansas City Wizards. Il 28 aprile 2010 segnò la prima rete, nella U.S. Open Cup 2010 ai danni di Dallas. Al termine della stagione, fu nominato MLS Rookie of the Year (debuttante dell'anno) che per la prima volta non si trattava di un giocatore americano. All'età di 17 anni, fu considerato dal magazine Soccer America come uno dei calciatori più importanti della squadra. A metà dicembre 2010, firmò un rinnovo pluriennale con il D.C. United e nel 2011 venne chiamato dalla sua nazionale.

#### Anderlecht
Il 7 gennaio 2013, Najar si trasferì in prestito di un mese ai campioni del R.S.C. Anderlecht. Il 30 gennaio 2013, l'Anderlecht concluse il trasferimento definitivo di Najar. La cifra di trasferimento riportata fu di 3 milioni di dollari.
Fece il suo debutto contro il Cercle Brugge il 2 agosto 2013 come sostituto al 79º minuto.
Il 22 ottobre 2014, Najar aprì le marcature per l'Anderlecht nella seconda metà della loro partita di Champions League contro l'Arsenal, ma due gol tardivi per la squadra inglese portarono a una sconfitta per 2-1 per i campioni belgi.

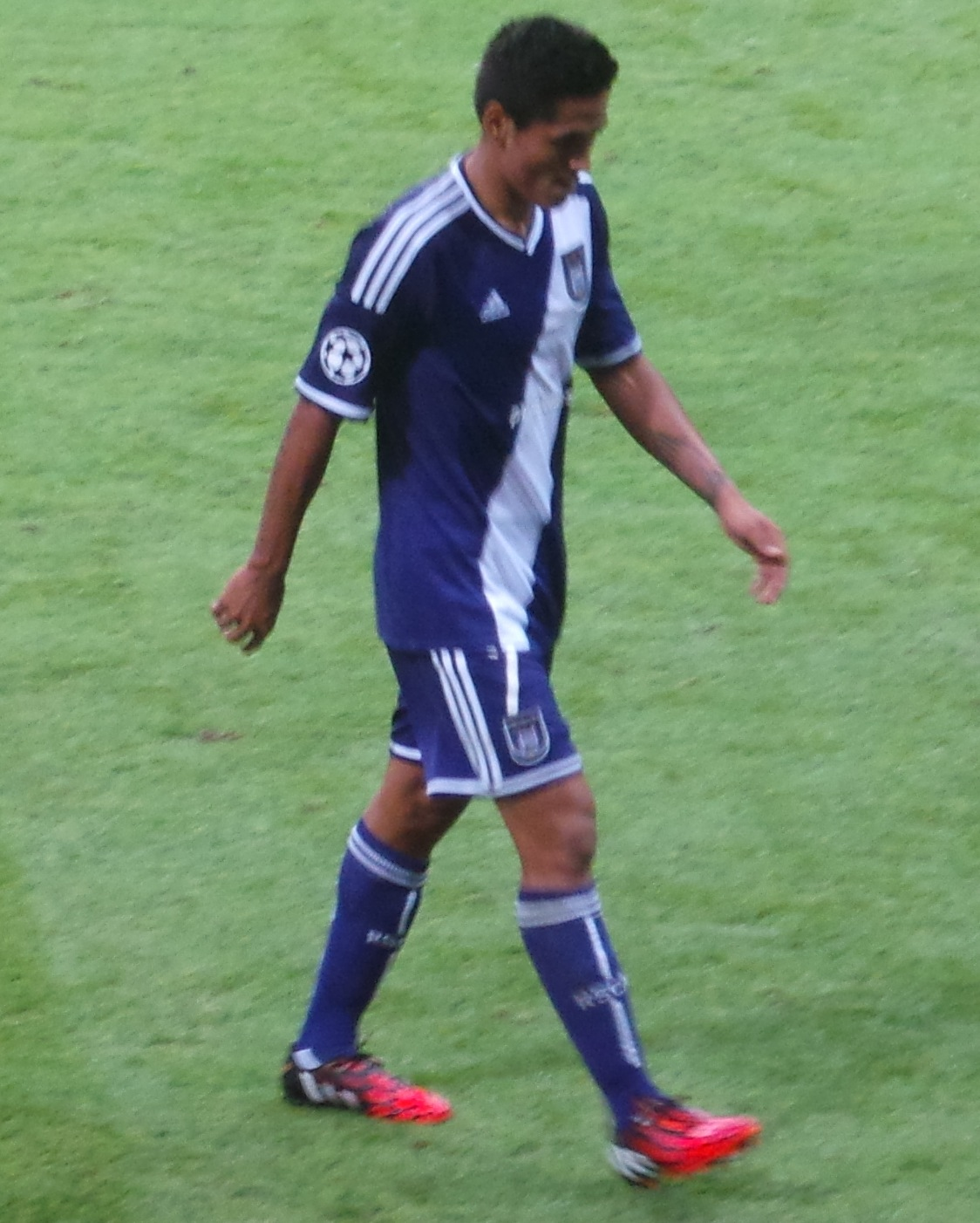
Andy Najar con l'Anderlecht

Dopo un infortunio nell'estate 2019, Najar non ha giocato per l'Anderlecht per più di un anno.

#### Los Angelese FC
Nel febbraio 2020, Najar ha fatto allenamenti con il LAFC durante il loro periodo di pre-stagione.
Il 17 giugno 2020, Najar è tornato alla Major League Soccer, firmando con il Los Angeles FC, che all'inizio dell'anno aveva scambiato $350,000 in General Allocation Money con il Nashville SC in cambio della prima scelta nella classifica delle allocazioni della lega. Dopo la stagione 2020, il LAFC ha declinato l'opzione contrattuale su Najar.

#### Ritorno al DC United
Dopo essere stato svincolato dal LAFC, Najar è tornato alla sua ex squadra, il D.C. United, per un periodo di prova di sei settimane. I "Black-and-Red" lo hanno poi ingaggiato con un contratto di un anno, con un'opzione per altri due anni. Il 17 aprile 2021, Najar è subentrato all'88º minuto nella vittoria per 2-1 contro il New York City FC. Najar ha segnato il suo primo gol in MLS dopo il suo ritorno l'8 agosto in una vittoria per 2-1 contro il CF Montréal.

### Nazionale
Dal 2011 fa parte della nazionale honduregna. È stato convocato per i mondiali 2014 dal c.t. Luis Suárez che lo ha lanciato a partita in corso nelle due sconfitte rimediate contro Francia e Svizzera.

## Statistiche

### Presenze e reti nei club
Statistiche aggiornate al 30 giugno 2025.
| Stagione          | Squadra           | Campionato        | Campionato | Campionato | Coppe nazionali | Coppe nazionali | Coppe nazionali | Coppe continentali | Coppe continentali | Coppe continentali | Altre coppe | Altre coppe | Altre coppe | Totale | Totale |
| Stagione          | Squadra           | Comp              | Pres       | Reti       | Comp            | Pres            | Reti            | Comp               | Pres               | Reti               | Comp        | Pres        | Reti        | Pres   | Reti   |
| ----------------- | ----------------- | ----------------- | ---------- | ---------- | --------------- | --------------- | --------------- | ------------------ | ------------------ | ------------------ | ----------- | ----------- | ----------- | ------ | ------ |
| 2010              | D.C. United       | MLS               | 26         | 5          | USOC            | 2               | 0               | -                  | -                  | -                  | -           | -           | -           | 28     | 5      |
| 2011              | D.C. United       | MLS               | 31         | 5          | USOC            | 0               | 0               | -                  | -                  | -                  | -           | -           | -           | 31     | 5      |
| 2012              | D.C. United       | MLS               | 25+1       | 0          | USOC            | 2               | 0               | -                  | -                  | -                  | -           | -           | -           | 28     | 0      |
| 2013-2014         | Anderlecht        | D1                | 15+10      | 2+1        | CB              | 1               | 0               | UCL                | 1                  | 0                  | -           | -           | -           | 27     | 3      |
| 2014-2015         | Anderlecht        | D1                | 26+9       | 2+4        | CB              | 5               | 1               | UCL+UEL            | 5+2                | 1+0                | SB          | 1           | 0           | 48     | 8      |
| 2015-2016         | Anderlecht        | D1                | 24+3       | 2          | CB              | 2               | 0               | UEL                | 9                  | 1                  | -           | -           | -           | 38     | 3      |
| 2016-2017         | Anderlecht        | D1                | 9          | 0          | CB              | 1               | 0               | UEL                | 5                  | 0                  | -           | -           | -           | 15     | 0      |
| 2017-2018         | Anderlecht        | D1                | 1+4        | 0          | CB              | 0               | 0               | UCL                | 1                  | 0                  | -           | -           | -           | 6      | 0      |
| 2018-2019         | Anderlecht        | D1                | 18+7       | 0          | CB              | 1               | 0               | UEL                | 4                  | 0                  | -           | -           | -           | 30     | 0      |
| Totale Anderlecht | Totale Anderlecht | Totale Anderlecht | 93+33      | 6+5        |                 | 10              | 1               |                    | 27                 | 2                  |             | 1           | 0           | 164    | 14     |
| lug.-dic. 2020    | Los Angeles FC    | MLS               | 7          | 0          | -               | -               | -               | CCL                | 0                  | 0                  | MISB        | 1           | 0           | 8      | 0      |
| 2021              | D.C. United       | MLS               | 26         | 1          | -               | -               | -               | -                  | -                  | -                  | -           | -           | -           | 26     | 1      |
| 2022              | D.C. United       | MLS               | 23         | 0          | USOC            | 0               | 0               | -                  | -                  | -                  | -           | -           | -           | 23     | 0      |
| 2023              | D.C. United       | MLS               | 21         | 0          | USOC            | 1               | 0               | -                  | -                  | -                  | -           | -           | -           | 22     | 0      |
| Totale DC United  | Totale DC United  | Totale DC United  | 153+1      | 11         |                 | 5               | 0               |                    | -                  | -                  |             | -           | -           | 159    | 11     |
| gen.-giu. 2024    | Olimpia           | LNH               | 12+6       | 0+1        | -               | -               | -               | -                  | -                  | -                  | -           | -           | -           | 18     | 1      |
| 2024-gen. 2025    | Olimpia           | LNH               | 13+4       | 1          | -               | -               | -               | CAC                | 4                  | 0                  | -           | -           | -           | 21     | 1      |
| Totale CD Olimpia | Totale CD Olimpia | Totale CD Olimpia | 25+10      | 1+1        |                 | -               | -               |                    | 4                  | 0                  |             | -           | -           | 39     | 2      |
| 2025              | Nashville         | MLS               | 23         | 1          | USOC            | 2               | 1               | -                  | -                  | -                  | -           | -           | -           | 25     | 2      |
| Totale carriera   | Totale carriera   | Totale carriera   | 345        | 25         |                 | 17              | 2               |                    | 31                 | 2                  |             | 2           | 0           | 395    | 29     |

### Cronologia presenze e reti in nazionale
| Cronologia completa delle presenze e delle reti in nazionale ― Honduras | Cronologia completa delle presenze e delle reti in nazionale ― Honduras | Cronologia completa delle presenze e delle reti in nazionale ― Honduras | Cronologia completa delle presenze e delle reti in nazionale ― Honduras | Cronologia completa delle presenze e delle reti in nazionale ― Honduras | Cronologia completa delle presenze e delle reti in nazionale ― Honduras | Cronologia completa delle presenze e delle reti in nazionale ― Honduras | Cronologia completa delle presenze e delle reti in nazionale ― Honduras |
| Data                                                                    | Città                                                                   | In casa                                                                 | Risultato                                                               | Ospiti                                                                  | Competizione                                                            | Reti                                                                    | Note                                                                    |
| ----------------------------------------------------------------------- | ----------------------------------------------------------------------- | ----------------------------------------------------------------------- | ----------------------------------------------------------------------- | ----------------------------------------------------------------------- | ----------------------------------------------------------------------- | ----------------------------------------------------------------------- | ----------------------------------------------------------------------- |
| 4-9-2011                                                                | Harrison                                                                | Honduras                                                                | 0 – 2                                                                   | Colombia                                                                | Amichevole                                                              | -                                                                       | 70’                                                                     |
| 7-9-2011                                                                | San Pedro Sula                                                          | Honduras                                                                | 0 – 3                                                                   | Paraguay                                                                | Amichevole                                                              | -                                                                       | 46’                                                                     |
| 15-11-2012                                                              | Houston                                                                 | Honduras                                                                | 0 – 0                                                                   | Perù                                                                    | Amichevole                                                              | -                                                                       | 67’ 74’                                                                 |
| 2-6-2013                                                                | New York                                                                | Honduras                                                                | 0 – 2                                                                   | Israele                                                                 | Amichevole                                                              | -                                                                       | 59’                                                                     |
| 8-6-2013                                                                | San José                                                                | Costa Rica                                                              | 1 – 0                                                                   | Honduras                                                                | Qual. Mondiali 2014                                                     | -                                                                       | 57’                                                                     |
| 19-6-2013                                                               | Sandy                                                                   | Stati Uniti                                                             | 1 – 0                                                                   | Honduras                                                                | Qual. Mondiali 2014                                                     | -                                                                       |                                                                         |
| 9-7-2013                                                                | Harrison                                                                | Haiti                                                                   | 0 – 2                                                                   | Honduras                                                                | Gold Cup 2013 - 1º turno                                                | -                                                                       |                                                                         |
| 13-7-2013                                                               | Miami                                                                   | Honduras                                                                | 1 – 0                                                                   | El Salvador                                                             | Gold Cup 2013 - 1º turno                                                | -                                                                       | 79’                                                                     |
| 22-7-2013                                                               | Baltimora                                                               | Honduras                                                                | 1 – 0                                                                   | Costa Rica                                                              | Gold Cup 2013 - Quarti di finale                                        | 1                                                                       |                                                                         |
| 25-7-2013                                                               | Dallas                                                                  | Honduras                                                                | 1 – 3                                                                   | Stati Uniti                                                             | Gold Cup 2013 - Semifinale                                              | -                                                                       |                                                                         |
| 7-9-2013                                                                | Città del Messico                                                       | Messico                                                                 | 1 – 2                                                                   | Honduras                                                                | Qual. Mondiali 2014                                                     | -                                                                       | 46’                                                                     |
| 11-10-2013                                                              | San Pedro Sula                                                          | Honduras                                                                | 1 – 0                                                                   | Costa Rica                                                              | Qual. Mondiali 2014                                                     | -                                                                       | 57’                                                                     |
| 16-10-2013                                                              | Kingston                                                                | Giamaica                                                                | 2 – 2                                                                   | Honduras                                                                | Qual. Mondiali 2014                                                     | -                                                                       | 64’                                                                     |
| 17-11-2013                                                              | Miami                                                                   | Honduras                                                                | 0 – 5                                                                   | Brasile                                                                 | Amichevole                                                              | -                                                                       | 64’                                                                     |
| 20-11-2013                                                              | Houston                                                                 | Honduras                                                                | 2 – 2                                                                   | Ecuador                                                                 | Amichevole                                                              | -                                                                       | 46’                                                                     |
| 6-3-2014                                                                | San Pedro Sula                                                          | Honduras                                                                | 2 – 1                                                                   | Venezuela                                                               | Amichevole                                                              | -                                                                       | 81’                                                                     |
| 30-5-2014                                                               | Washington                                                              | Honduras                                                                | 0 – 2                                                                   | Turchia                                                                 | Amichevole                                                              | -                                                                       | 66’                                                                     |
| 7-6-2014                                                                | Miami                                                                   | Inghilterra                                                             | 0 – 0                                                                   | Honduras                                                                | Amichevole                                                              | -                                                                       | 61’                                                                     |
| 15-6-2014                                                               | Porto Alegre                                                            | Francia                                                                 | 3 – 0                                                                   | Honduras                                                                | Mondiali 2014 - 1º turno                                                | -                                                                       | 58’                                                                     |
| 25-6-2014                                                               | Manaus                                                                  | Honduras                                                                | 0 – 3                                                                   | Svizzera                                                                | Mondiali 2014 - 1º turno                                                | -                                                                       | 77’                                                                     |
| 10-10-2014                                                              | Tuxtla Gutiérrez                                                        | Messico                                                                 | 2 – 0                                                                   | Honduras                                                                | Amichevole                                                              | -                                                                       | 73’                                                                     |
| 15-10-2014                                                              | Boca Raton                                                              | Stati Uniti                                                             | 1 – 1                                                                   | Honduras                                                                | Amichevole                                                              | -                                                                       | 61’                                                                     |
| 25-3-2015                                                               | Remire-Montjoly                                                         | Guyana francese                                                         | 3 – 1                                                                   | Honduras                                                                | Qual. Gold Cup 2015                                                     | -                                                                       | 65’                                                                     |
| 30-3-2015                                                               | San Pedro Sula                                                          | Honduras                                                                | 3 – 0                                                                   | Guyana francese                                                         | Qual. Gold Cup 2015                                                     | 2                                                                       | 62’                                                                     |
| 31-5-2015                                                               | Washington                                                              | Honduras                                                                | 2 – 0                                                                   | El Salvador                                                             | Amichevole                                                              | -                                                                       | 73’                                                                     |
| 7-6-2015                                                                | Asunción                                                                | Paraguay                                                                | 2 – 2                                                                   | Honduras                                                                | Amichevole                                                              | -                                                                       | 66’                                                                     |
| 11-6-2015                                                               | Porto Alegre                                                            | Brasile                                                                 | 1 – 0                                                                   | Honduras                                                                | Amichevole                                                              | -                                                                       | 75’                                                                     |
| 1-7-2015                                                                | Houston                                                                 | Honduras                                                                | 0 – 0                                                                   | Messico                                                                 | Amichevole                                                              | -                                                                       | 82’                                                                     |
| 8-7-2015                                                                | Frisco                                                                  | Stati Uniti                                                             | 2 – 1                                                                   | Honduras                                                                | Gold Cup 2015 - 1º turno                                                | -                                                                       | 63’                                                                     |
| 11-7-2015                                                               | Foxborough                                                              | Honduras                                                                | 1 – 1                                                                   | Panama                                                                  | Gold Cup 2015 - 1º turno                                                | 1                                                                       |                                                                         |
| 14-7-2015                                                               | Kansas City                                                             | Haiti                                                                   | 1 – 0                                                                   | Honduras                                                                | Gold Cup 2015 - 1º turno                                                | -                                                                       |                                                                         |
| 26-3-2016                                                               | San Salvador                                                            | El Salvador                                                             | 2 – 2                                                                   | Honduras                                                                | Qual. Mondiali 2018                                                     | -                                                                       |                                                                         |
| 30-3-2016                                                               | San Pedro Sula                                                          | Honduras                                                                | 2 – 0                                                                   | El Salvador                                                             | Qual. Mondiali 2018                                                     | -                                                                       |                                                                         |
| 25-3-2017                                                               | San Jose                                                                | Stati Uniti                                                             | 6 – 0                                                                   | Honduras                                                                | Qual. Mondiali 2018                                                     | -                                                                       | 61’                                                                     |
| 28-3-2017                                                               | San Pedro Sula                                                          | Honduras                                                                | 1 – 1                                                                   | Costa Rica                                                              | Qual. Mondiali 2018                                                     | -                                                                       | 8’                                                                      |
| 6-6-2019                                                                | Ciudad del Este                                                         | Paraguay                                                                | 1 – 1                                                                   | Honduras                                                                | Amichevole                                                              | -                                                                       | 60’                                                                     |
| 2-9-2021                                                                | Toronto                                                                 | Canada                                                                  | 1 – 1                                                                   | Honduras                                                                | Qual. Mondiali 2022                                                     | -                                                                       |                                                                         |
| 8-9-2021                                                                | San Pedro Sula                                                          | Honduras                                                                | 1 – 4                                                                   | Stati Uniti                                                             | Qual. Mondiali 2022                                                     | -                                                                       |                                                                         |
| 7-10-2021                                                               | San Pedro Sula                                                          | Honduras                                                                | 1 – 1                                                                   | Costa Rica                                                              | Qual. Mondiali 2022                                                     | -                                                                       |                                                                         |
| 10-10-2021                                                              | Città del Messico                                                       | Messico                                                                 | 3 – 0                                                                   | Honduras                                                                | Qual. Mondiali 2022                                                     | -                                                                       | 76’                                                                     |
| 13-10-2021                                                              | San Pedro Sula                                                          | Honduras                                                                | 0 – 2                                                                   | Giamaica                                                                | Qual. Mondiali 2022                                                     | -                                                                       |                                                                         |
| 23-9-2022                                                               | Miami Gardens                                                           | Argentina                                                               | 3 – 0                                                                   | Honduras                                                                | Amichevole                                                              | -                                                                       | 62’                                                                     |
| 8-9-2023                                                                | Kingston                                                                | Giamaica                                                                | 1 – 0                                                                   | Honduras                                                                | CONCACAF Nations League 2023-2024 - 1º turno                            | -                                                                       | 65’                                                                     |
| 12-10-2023                                                              | Santo Domingo                                                           | Cuba                                                                    | 0 – 0                                                                   | Honduras                                                                | CONCACAF Nations League 2023-2024 - 1º turno                            | -                                                                       |                                                                         |
| 17-11-2023                                                              | Tegucigalpa                                                             | Honduras                                                                | 2 – 0                                                                   | Messico                                                                 | CONCACAF Nations League 2023-2024 - Quarti di finale                    | -                                                                       |                                                                         |
| 21-11-2023                                                              | Città del Messico                                                       | Messico                                                                 | 2 – 0 dts (4 – 2 dtr)                                                   | Honduras                                                                | CONCACAF Nations League 2023-2024 - Quarti di finale                    | -                                                                       |                                                                         |
| 23-3-2024                                                               | Frisco                                                                  | Costa Rica                                                              | 3 – 1                                                                   | Honduras                                                                | CONCACAF Nations League 2023-2024 - Play-off                            | -                                                                       | cap.                                                                    |
| 26-3-2024                                                               | Houston                                                                 | El Salvador                                                             | 1 – 1                                                                   | Honduras                                                                | Amichevole                                                              | -                                                                       | 46’                                                                     |
| 6-6-2024                                                                | Tegucigalpa                                                             | Honduras                                                                | 3 – 1                                                                   | Cuba                                                                    | Qual. Mondiali 2026                                                     | -                                                                       |                                                                         |
| 9-6-2024                                                                | Devonshire                                                              | Bermuda                                                                 | 1 – 6                                                                   | Honduras                                                                | Qual. Mondiali 2026                                                     | 1                                                                       | 67’                                                                     |
| 16-6-2024                                                               | East Hartford                                                           | Ecuador                                                                 | 2 – 1                                                                   | Honduras                                                                | Amichevole                                                              | -                                                                       | cap. 84’                                                                |
| 10-10-2024                                                              | Remire-Montjoly                                                         | Guyana francese                                                         | 2 – 3                                                                   | Honduras                                                                | CONCACAF Nations League 2024-2025 - 1º turno                            | -                                                                       |                                                                         |
| 14-10-2024                                                              | Kingston                                                                | Giamaica                                                                | 0 – 0                                                                   | Honduras                                                                | CONCACAF Nations League 2024-2025 - 1º turno                            | -                                                                       |                                                                         |
| 15-11-2024                                                              | San Pedro Sula                                                          | Honduras                                                                | 2 – 0                                                                   | Messico                                                                 | CONCACAF Nations League 2024-2025 - Quarti di finale                    | -                                                                       |                                                                         |
| 19-11-2024                                                              | Toluca                                                                  | Messico                                                                 | 4 – 0                                                                   | Honduras                                                                | CONCACAF Nations League 2024-2025 - Quarti di finale                    | -                                                                       | 45+2’                                                                   |
| 21-3-2025                                                               | Devonshire                                                              | Bermuda                                                                 | 3 – 5                                                                   | Honduras                                                                | Qual. Gold Cup 2025                                                     | -                                                                       |                                                                         |
| 25-3-2025                                                               | Tegucigalpa                                                             | Honduras                                                                | 2 – 0                                                                   | Bermuda                                                                 | Qual. Gold Cup 2025                                                     | -                                                                       | 84’                                                                     |
| 7-6-2025                                                                | George Town                                                             | Isole Cayman                                                            | 0 – 1                                                                   | Honduras                                                                | Qual. Mondiali 2026                                                     | -                                                                       |                                                                         |
| 11-6-2025                                                               | Tegucigalpa                                                             | Honduras                                                                | 2 – 0                                                                   | Antigua e Barbuda                                                       | Qual. Mondiali 2026                                                     | -                                                                       | 82’                                                                     |
| Totale                                                                  |                                                                         | Presenze                                                                | 59                                                                      |                                                                         | Reti                                                                    | 5                                                                       |                                                                         |

| Cronologia completa delle presenze e delle reti in nazionale ― Honduras olimpica | Cronologia completa delle presenze e delle reti in nazionale ― Honduras olimpica | Cronologia completa delle presenze e delle reti in nazionale ― Honduras olimpica | Cronologia completa delle presenze e delle reti in nazionale ― Honduras olimpica | Cronologia completa delle presenze e delle reti in nazionale ― Honduras olimpica | Cronologia completa delle presenze e delle reti in nazionale ― Honduras olimpica | Cronologia completa delle presenze e delle reti in nazionale ― Honduras olimpica | Cronologia completa delle presenze e delle reti in nazionale ― Honduras olimpica |
| Data                                                                             | Città                                                                            | In casa                                                                          | Risultato                                                                        | Ospiti                                                                           | Competizione                                                                     | Reti                                                                             | Note                                                                             |
| -------------------------------------------------------------------------------- | -------------------------------------------------------------------------------- | -------------------------------------------------------------------------------- | -------------------------------------------------------------------------------- | -------------------------------------------------------------------------------- | -------------------------------------------------------------------------------- | -------------------------------------------------------------------------------- | -------------------------------------------------------------------------------- |
| 26-7-2012                                                                        | Glasgow                                                                          | Honduras                                                                         | 2 – 2                                                                            | Marocco                                                                          | Olimpiadi 2012 - 1º turno                                                        | -                                                                                |                                                                                  |
| 29-7-2012                                                                        | Newcastle upon Tyne                                                              | Honduras                                                                         | 1 – 0                                                                            | Spagna                                                                           | Olimpiadi 2012 - 1º turno                                                        | -                                                                                | 57’                                                                              |
| 1-8-2012                                                                         | Birmingham                                                                       | Giappone                                                                         | 0 – 0                                                                            | Honduras                                                                         | Olimpiadi 2012 - 1º turno                                                        | -                                                                                | 51’ 60’                                                                          |
| Totale                                                                           |                                                                                  | Presenze                                                                         | 3                                                                                |                                                                                  | Reti                                                                             | 0                                                                                |                                                                                  |

## Palmarès

### Club

#### Competizioni nazionali
- Campionato belga: 2

Anderlecht: 2013-2014, 2016-2017
- Supercoppa del Belgio: 2

Anderlecht: 2013, 2014